# 今天的女人和那昨天的女孩
今天的女人和那昨天的女孩 是鳳飛飛第七十一張個人專輯。1991年11月真善美唱片發行。

## 專輯曲目
| 曲序 | 曲名                     | 作詞         | 作曲   | 編曲        | 製作人 | 長度 | 備註                                                         |
| 01   | 今天的女人和那昨天的女孩 | 羅大佑／林夕 | 羅大佑 | 花比傲      | 羅大佑 | 4:30 | 粵語版為袁鳳瑛《你的來信收到了》，收錄於袁鳳瑛〈戲迷情人專輯 |
| 02   | 滴答爹地                 | 楊立德       | 梁弘志 | Andrew Lum  | 梁弘志 | 3:25 |                                                              |
| 03   | 噢！跟著我飛             | 楊立德       | 許環良 | 許環良      | 樓文中 | 4:30 |                                                              |
| 04   | 問答題                   | 姚若龍       | 樓文中 | 吳慶隆      | 樓文中 | 4:56 |                                                              |
| 05   | 回家的路我會自己走       | 小野         | 梁弘志 | Andrew Lum  | 梁弘志 | 4:56 |                                                              |
| 06   | 如此看著你的眼睛         | 林夕         | 花比傲 | 花比傲      | 羅大佑 | 4:30 | 粵語版為袁鳳瑛《情人眼裡》，收錄於音樂工廠〈首都〉專輯       |
| 07   | 好像很久沒下過雨         | 林秋離       | 熊美玲 | 涂惠元      | 熊美玲 | 4:02 |                                                              |
| 08   | 一起說夢                 | 厲曼婷       | 陳揚   | 陳揚        | 樓文中 | 3:53 |                                                              |
| 09   | 牽手                     | 娃娃         | 樓文中 | Martin Tang | 樓文中 | 4:43 |                                                              |
| 10   | 我的愛‧我的夢‧我的家     | 丁曉雯       | 黃怡   | Martin Tang | 樓文中 | 4:53 | 趙詠華翻唱，收錄於〈最浪漫的事〉專輯                         |

## 專輯版本
- 黑膠、水晶膠、180 GRAM彩膠
  - 2014年3月5日台灣飛躍製作；禾廣娛樂發行
  - 美國壓製限量紀念版，180 GRAM彩膠附獨立流水編號，黑膠、水晶膠無獨立流水編號

- 卡帶
  - 1991年11月台灣真善美唱片發行
  - 1991年馬來西亞南方唱片公司發行
    - 此版本抽出【問答題】，收錄鳳飛飛於新加坡錄製的【永遠在等你】（新加坡電視劇【一代天驕】主題曲）

  - 1992年1月新加坡傑士製作公司 (Jazz Production)+ Arts Music發行[1][2]
    - 此版本抽出【我的愛·我的夢·我的家】，收錄鳳飛飛於新加坡錄製的【永遠在等你】（新加坡電視劇【一代天驕】主題曲）

- CD
  - 1991年11月台灣真善美唱片發行
  - 2007年1月31日台灣飛躍製作；禾廣娛樂發行
  - 2012年4月3日台灣飛躍製作；禾廣娛樂發行
  - 2012年12月27日台灣飛躍製作；禾廣娛樂發行
  - 2012年馬來西亞南方唱片發行
    - 【南方金典系列 雙碟裝·珍藏版 鳳飛飛-浮世情懷】
    - CD1：【浮世情懷】專輯；CD2：【秋鸞】專輯（恢復收錄【問答題】，無收錄【永遠在等你】）

## 外部連結
. Newspaper SG. 聯合晚報. 1992-01-31  [2024-11-01].
木子. . Newspaper SG. 1992-02-23  [2024-11-01].